# Jewel Tunstull
Jewel Joyce Tunstull (Brooklyn, 25 ottobre 1992) è una cestista statunitense.

## Carriera
Ha disputato una stagione in A1 con Battipaglia (2014-15) e una con Lucca (2020-21).